# Sinfonia Amazônica
Pour plus de détails, voir Fiche technique et Distribution.
Sinfonia Amazônica est un film d'animation brésilien réalisé par Anelio Latini, sorti en salles au Brésil en 1953.
C'est le premier long métrage d'animation produit au Brésil.

## Synopsis
Le film est un pot-pourri lyrique de légendes indiennes du nord de l'Amazonie, évoquant l'arrivée des animaux dans la forêt ou la formation du fleuve Amazone. On y trouve des personnages traditionnels, tels que Cobra Grande, Jaci, Boto, Jabu, Curupira ou Iara. La faune et la flore y sont représentées sous forme de personnages anthropomorphes. 
Sinfonia Amazônica commence par un petit documentaire sur les studios Lattini.

## Fiche technique
- Titre : Sinfonia Amazônica
- Titre original : idem
- Réalisation : Anelio Latini
- Scénario : Anelio Lattini, Wilson Rodrigues, d'après une histoire de Joaquim Ribeiro
- Musique : Altamiro Carrilho, Homero Dornellas, Hélio Latini, Alfredo Passidomo, Scarambone
- Production : Anelio Lattini pour Latini Estúdio
- Pays d'origine : Brésil
- Langue : Portugais
- Format : noir et blanc - 35 mm
- Genre : film d'animation
- Durée : 75 minutes
- Date de sortie : 1953

## Distribution (voix)
- Almirante
- Jaime Barcellos
- Sadi Cabral
- Estelinha Egg
- Bartolomeu Fernandes
- Pascoal Longo
- Matinhos
- Estevão Matos
- Nero Morales
- Antônio Nobre
- Paulo Roberto
- Abelardo Santos
- José Vasconcelos

## Production
Anelio Lattini a consacré cinq ans de travail acharné à ce film, faisant pratiquement tout par lui-même. Le long métrage ne comporte pas moins de 500 000 dessins. Le film est parfois rapproché du Fantasia de Walt Disney.

## Accueil critique
Hal Erickson, le critique de AllMovieGuide, se montre assez sévère à l'égard de cette œuvre qu'il juge très statique, à tel point que — selon lui — on pourrait difficilement parler de « film » à son sujet. 

## Récompenses et distinctions
- 1953 : mention spéciale au Prix "O Índio"
- 1954 : mention spéciale au Prix Saci